# Ulrico Aostalli de Sala

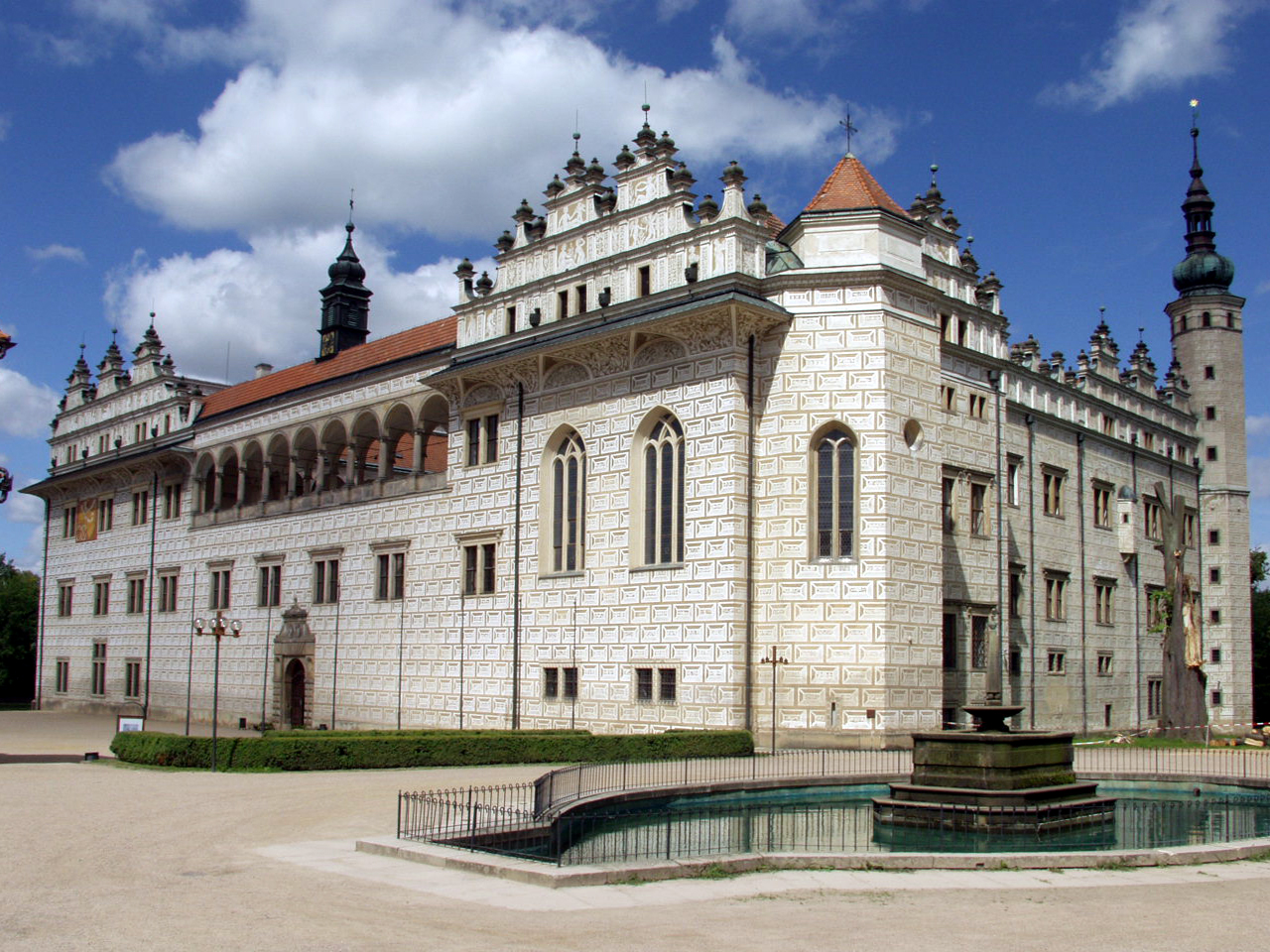
Zámek Litomyšl, jehož stavbu vedl Ulrico Aostalli v letech 1575–1582

Ulrico Aostalli de Sala, v počeštělé podobě Oldřich Avostalis (1525 – 10. května 1597 Praha) byl italský stavitel, architekt a zednický mistr působící v Čechách.

## Život
Ulrico Aostalli se asi roku 1546 usadil v Praze. Původně byl členem družiny Giovanniho Marii Aostalliho, kterého pak roku 1567 nahradil v úřadu zednického mistra Pražského hradu.
V 50. a 60. letech realizoval řadu návrhů architekta Bonifáce Wolmuta, pod jehož dohledem pak stavěl např. patro Královského letohrádku nebo nedalekou Velkou míčovnu. V letech 1560–1564 podle jeho plánů pracoval na zámku v Lysé nad Labem, byl činný i v Brandýse nad Labem.
Jeho účast je doložena i na přestavbě hradu v Chlumci nad Cidlinou, zámku v Litomyšli a Slatiňanech. V 70. letech vystřídal ve vedení stavby litomyšlského zámku Giovanni Battistu Aostalliho a zámek pak dotvořil do dnešní podoby. V téže době vyhotovil plány pro přestavbu Pardubického zámku a pro Viléma z Rožmberka rozšířil jeho palác na Pražském hradě.
Zemřel 10. května 1597 a byl pochován ve východním křídle ambitu kláštera augustiniánů u sv. Tomáše na Malé Straně. Jeho náhrobní deska před vchodem do kaple sv. Barbory se dochovala. 

## Dílo
Ulrico Aostalli se pod vedením architekta Bonifáce Wohlmuta podílel na následujících stavbách:
- přestavba zámku v Kostelci nad Černými lesy (společně s Hansem Tirolem)
- dokončení stavby Královského letohrádku v Královské zahradě Pražského hradu
- Míčovna v Královské zahradě Pražského hradu; společně s Bonifácem Wolmutem (1567–1569)[4]
- most v Brandýse nad Labem (1567)
- zámek v Lysé nad Labem
- kaple sv. Vojtěcha před katedrálou sv. Víta na Pražském hradě (1575–1576)[2]

Samostatněji si snad počínal při práci na těchto stavbách:
- stavba Staré radnice ve Dvoře Králové nad Labem (1572)
- rozšíření Rožmberského paláce na Pražském hradě (1573–1574)
- dokončení přestavby zámku v Litomyšli (1575–1581)
- rozšíření loveckého zámečku v Hlavenci, který postavil architekt Pietro Ferrabosco v roce 1582, o čtyři věžičky
- přestavba vodního hradu v Chlumci nad Cidlinou
- přestavba zámku v Pardubicích (1574–1579)
- dostavba vyhořelého kostela Všech svatých na Pražském hradě (1579–1580): nová loď se síťovými klenbami
- stavba renesančního zámku Slatiňany (po 1575) pro rytíře Bohuslava Mazance z Frymburka, na Mimoni a Slatiňanech
- projekt rekonstrukce Karlštejna (1587–1596)[5]
- přestavba Gryspekova domu na sídlo pražského arcibiskupa
- Lví dvůr čp. 51/IV v Královské zahradě na Pražském hradě; stavba z let 1581–1583[4]

## Podoby jména
Ulrico Aostalli de Sala byl též označován jako Ulrich de Safosa, v české literatuře bývá též někdy uváděn též jako Oldřich Avostalis atp.